# Anne-Laure Bondoux
Pour les articles homonymes, voir Bondoux.
Œuvres principales
- Le Destin de Linus Hoppe (2001)
- Les Larmes de l'Assassin (2003)
- La Princetta et le Capitaine (2006)
- Le Temps des miracles (2009)
- Tant que nous sommes vivants (2014)
- L'aube sera grandiose (2017)

Compléments
Nous Traverserons des Orages
Anne-Laure Bondoux, née le 23 avril 1971 à Bois-Colombes, est une écrivaine française, notamment de livres pour la jeunesse.

## Biographie

### Enfance et formation
Anne-Laure Bondoux naît à Bois-Colombes en avril 1971 et passe son enfance à Marly-le-Roi,.
Sa famille maternelle est originaire du sud de la France, son grand-père ayant travaillé à la Poudrerie de Saint-Chamas et sa mère ayant été élève au collège de La Carraire de Miramas. Son arrière-arrière-grand-père paternel est un poilu.
Elle grandit dans une famille de grands lecteurs, imprégnée des idées de Françoise Dolto,. Sa sœur, Nathalie, devient conteuse. Son père, né en 1939, qui leur raconte la mythologie grecque, écrivait également, avant que le refus catégorique d'un éditeur ne le pousse à arrêter. Leur mère leur lit les contes des frères Grimm,.
Vers l’âge de 9 ans, Anne-Laure Bondoux commence à écrire ses premières histoires. À l'adolescence, elle rédige des poèmes ainsi qu'une nouvelle et le début d’un roman, et décide de devenir écrivain. Elle publie son premier récit à l'âge de 15 ans.
À l'adolescence, elle rêve un temps de faire une carrière sportive.
Après un Bac littéraire, elle obtient une licence en Lettres Modernes à Paris X (Nanterre).

### Carrière
Après avoir fait du théâtre et écrit des chansons, Anne-Laure Bondoux entre à 25 ans en 1996 chez Bayard Presse comme rédactrice de J'aime lire,,. Elle s'intéresse à l'écriture chez les enfants en difficulté, auprès de qui elle monte des ateliers d'écriture qui reçoivent le prix Fondation de France.
Elle participe activement à la création du magazine Maximum, devenu DLire puis J'aime lire Max, dont elle écrit les premiers numéros,.
Ses premiers textes paraissent dans Astrapi, Les Belles Histoires, J’Aime Lire, puis elle publie un roman, chez Syros, en 1999.
En 2000, elle quitte son poste de salariée chez Bayard pour pouvoir se consacrer à l’écriture et vivre de sa plume.
Son roman Les Larmes de l'assassin, publié en 2003 et adapté en bande dessinée par Thierry Mura en 2011, est bien accueilli,. « On avait découvert le talent de romancière d’Anne-Laure-Bondoux en 2003 (ça file !) lors de la parution du puissant Les Larmes de l’assassin (Bayard). Une histoire à la Mérimée de filiation, de tendresse et de meurtre, sise dans l’impétuosité aride du Chili. » écrit le journal Libération en 2017. Le roman obtient d'ailleurs le prix Sorcières et le prix France Télévisions en 2004.
En 2009 parait Le temps des miracles qui évoque le sort des sans-papiers et les guerres civiles.
Ses romans obtiennent des prix en France comme en 2010 le Prix Tam-Tam Je Bouquine pour Le Temps des miracles, mais aussi à l'étranger, comme le Mildred L. Batchelder Honor Book et le ALA Best Books For Young Adults (États-Unis) en 2007 et 2012 et le prix Andersen (it) (Italie) en 2009.
En 2014, elle rejoint Gallimard jeunesse et publie Tant que nous sommes vivants. Le livre reçoit en 2015 le Grand prix SGDL (Société des Gens De Lettres) du roman jeunesse. Il est adapté en bande dessinée par Frédéric Bihel en 2022.
Pour L'aube sera grandiose, roman jeunesse sur la transmission et le secret de famille, elle est lauréate en 2017 de la première édition du Prix Vendredi,, qui récompense un ouvrage jeunesse pour public adolescent et est surnommé le « Goncourt de la littérature jeunesse ». « L’aube sera grandiose pourrait être le roman à nombreux prix littéraires. (...) Chaque roman d’Anne-Laure Bondoux installe agréablement le lecteur dans une écriture, dans une symbolique, dans un instant de vie que l’on ne veut absolument pas quitter. Lire un roman de l’auteure est une volupté incomparable. » écrivent les journalistes du magazine ActuaLitté. « Anne-Laure Bondoux a cerné le fonctionnement émotionnel interne de l’être humain avec une finesse rare, ce qui rend les personnages d’une crédibilité déconcertante. » peut-on encore lire dans Madmoizelle. L'autrice remporte également le Prix RTS Littérature Ados 2019. Les illustrations du livre sont réalisées par la propre fille d'Anne-Laure Bondoux, Coline Peyrony,. Le roman est adapté pour les jeunes lecteurs à partir de 13 ans.
En 2018, elle publie Valentine ou la belle vie, chez Fleuve Editions, son deuxième roman de littérature générale.
En 2020, elle écrit un roman avec Jean-Claude Mourlevat, Oh happy day, basé sur un échange d'emails et de sms entre les deux protagonistes, Pierre-Marie et Adeline.
En 2023, elle reçoit la Pépite d'Or du Salon du livre et de la presse jeunesse pour Nous traverserons des orages. « Elle sait attraper son lecteur, Anne-Laure Bondoux. Et ne plus le lâcher. Maniant humour, suspense et délicatesse, elle tisse un roman captivant sur les liens du sang et les secrets de famille. » écrit la journaliste de Télérama Raphaële Botte. Le livre est une saga familiale de 530 pages, s'intéressant à une lignée masculine sur quatre générations à travers le 20e siècle et ses drames, notamment la Seconde Guerre mondiale, la guerre d'Algérie, l'arrivée du Sida et la catastrophe nucléaire de Tchernobyl, et la transmission de la violence de père en fils,. « Je me sens aujourd’hui apaisée. J’ai le sentiment, avec ce roman, de clore un cycle d’écriture autour des récits transmis au sein des familles. Et aussi un chapitre pour moi. » explique l'auteure dans Ouest France. En 2024, le livre reçoit également le Prix Sorcières catégorie Carrément Passionnant maxi.
Le 7 juin 2024, elle est nommée chevalier de l'ordre national du Mérite.
Parallèlement, elle aime rencontrer et échanger régulièrement avec ses lecteurs, sur les salons ou dans leurs classes,,,,,. Des traductions de certains de ses livres existent en une vingtaine de langues : notamment chinois, portugais, néerlandais, anglais, slovène, espagnol, roumain, italien, coréen, japonais, slovaque, allemand, turc et catalan.

### Vie privée
Anne-Laure Bondoux vit en région parisienne et a deux enfants, dont l'illustratrice Coline Peyrony,.

## Œuvres

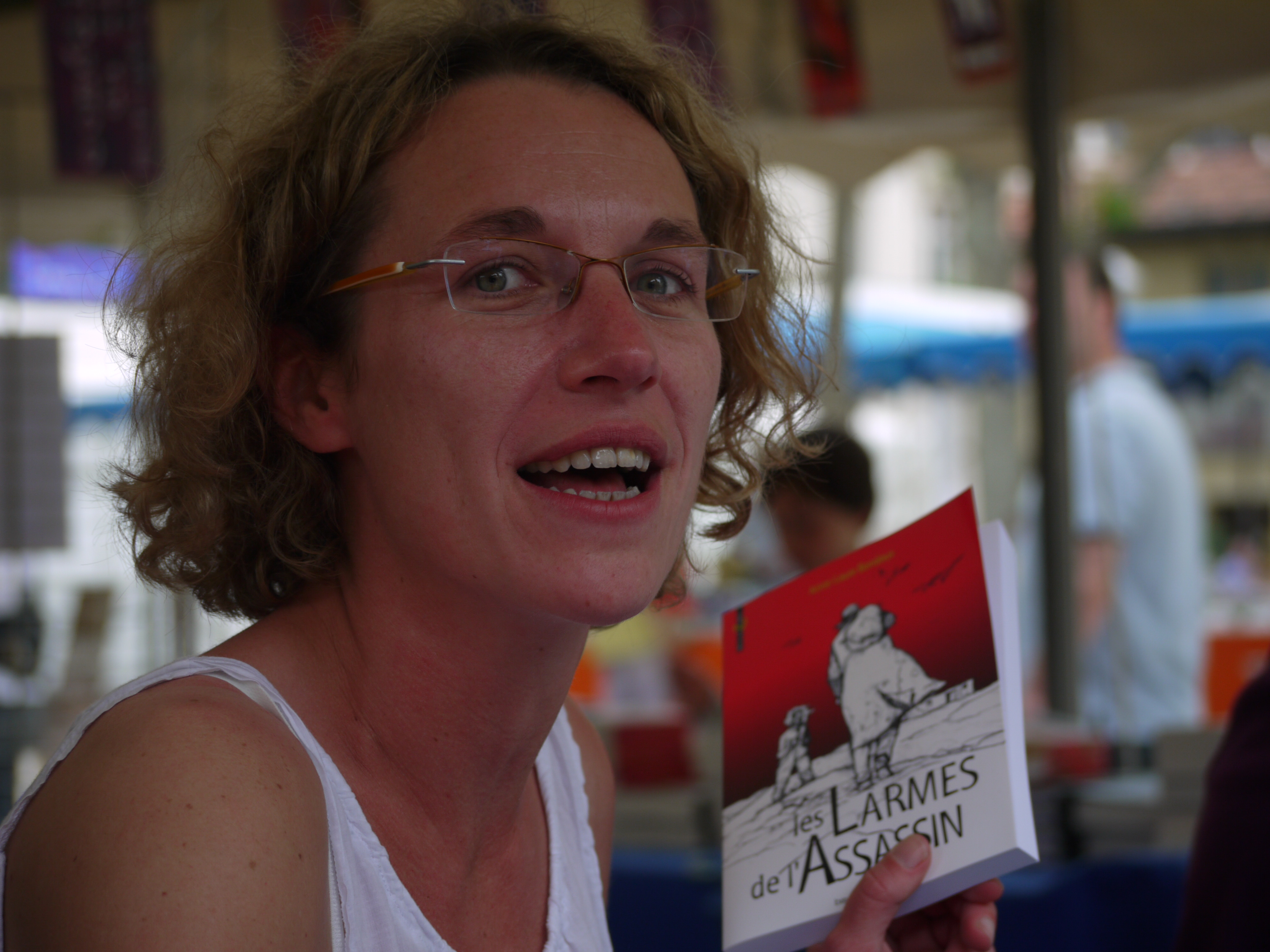
Anne-Laure Bondoux lors de la Comédie du Livre de Montpellier, en 2009.

### Romans
- Qu'est-ce que tu vas faire de toi ?, illustrations Manu Boisteau - Nathan, 2000
- Noémie superstar ! - Syros, 2000 ; réédité en 2017
- Le Destin de Linus Hoppe, Bayard Jeunesse, coll. Les Littéraires, 2001 ; Bayard poche, 2008
- Le Peuple des rats. 1 : La Grande menace, Bayard Jeunesse, coll.Les mondes imaginaires, 2001
- Le Peuple des rats. 2 : Au cœur de la tourmente, Bayard Jeunesse, coll.Les mondes imaginaires, 2002
- Le Peuple des rats. 3 : La tribu des forêts, Bayard Jeunesse, coll.Les mondes imaginaires, 2002
- Voilà comment je suis devenu un héros - Syros, coll. Mini Syros, 2002 ; réédité en 2017
- La Seconde Vie de Linus Hoppe - Bayard jeunesse, coll. Les littéraires, 2002
- Les Larmes de l'assassin - Bayard jeunesse, coll. Millézime, 2003 - adapté en bande dessinée par Thierry Mura - Futuropolis, 2011[9]
- La Vie comme elle vient - L'École des loisirs, coll. Médium, 2004
- La Princetta et le Capitaine, illustrations de Rebecca Dautremer - Hachette Jeunesse, 2004 : Hachette, coll. Livre de poche jeunesse, 2008 puis 2015
- Pépites - Bayard jeunesse, coll. Millézime, 2005 ; réédité en 2012 ; réédité en 2018 en poche sous le titre La magnifique
- La Tribu (Le Peuple des rats) - Bayard, coll. Estampille, 2005 - réédition
- Le Temps des miracles - Bayard jeunesse, coll. Millézime, 2009 ; Bayard, coll. Littérature, 2009 ; la Loupe, 2010 ; France Loisirs, 2010
- L'Autre Moitié de moi-même - Bayard, coll. Millézime, 2011
- Tant que nous sommes vivants - Gallimard jeunesse, 2014
- Et je danse, aussi, avec Jean-Claude Mourlevat - Fleuve éditions, 2015 ; Pocket, 2016
- L'aube sera grandiose[18] - Gallimard Jeunesse, 2017
- Valentine ou la belle saison - Fleuve édition, 2018
- Oh happy day, avec Jean-Claude Mourlevat - Fleuve éditions, 2020
- Nous traverserons des orages[34] - Gallimard Jeunesse, 2023

### Textes illustrés parus dans la presse
- La malédiction des cinq soleils, illustrations Bruno Pilorget, dans Maximum, no 1 - Bayard Jeunesse, 1998
- L'ïle des ténèbres, illustrations Emmanuel Moynot, dans Maximum, no 3 - Bayard Jeunesse, 1998
- Le Fantôme de l'architecte, illustrations Emmanuel Guibert, dans Maximum, no 4 - Bayard Jeunesse, 1999
- La Nuit des albatros, dans Maximum, no 16 - Bayard Jeunesse, 2000
- Les Bottes de Grand-Chemin, illustrations Émile Bravo, dans J'aime lire, no 292 - Bayard Jeunesse, 2001 - réédité en Bayard poche / J'aime lire; 2004
- Mon amie d'Amérique, illustrations Nicolas Wintz, dans J'aime lire, no 310 - Bayard Jeunesse, 2002 - réédité en Bayard poche / J'aime lire; 2005
- Le Prince Nino à la Maternouille, illustrations Roser Capdevilla - Bayard jeunesse, coll. Bayard poche / Les Belles histoires, 2003
- Vertiges de l'amour, dans Astrapi, no 581 - Bayard jeunesse, 2003
- La Voleuse de Noël, illustrations Pénélope Paicheler, dans J'aime lire, no 335 - Bayard Jeunesse, 2004
- Le Croquemitaine, illustrations de Serge Bloch, dans Mes Premiers J'aime lire, no 25, Bayard Jeunesse, 2005

## Prix littéraires
- 2004 : Prix France Télévisions pour Les larmes de l'assassin
- 2004 : Prix Sésame Ados (Saint-Paul-Trois-Châteaux) pour Les larmes de l'assassin
- 2004 : Prix Sorcières (Association des librairies spécialisées jeunesse / Association des bibliothécaires de France) pour Les larmes de l'assassin[11]
- 2004 : Grand prix des lecteurs du journal de Mickey pour La Princetta et le capitaine
- 2006 : Prix Livrentête Ados (Culture et bibliothèques pour tous) pour Pépites
- 2009 : Prix Libbylit (Belgique) pour Le Temps des miracles
- 2010 : Prix Tam-Tam Je Bouquine pour Le Temps des miracles[7]
- 2015 : Grand prix SGDL (Société des Gens De Lettres) du roman jeunesse pour Tant que nous sommes vivants[7]
- 2017 : Prix Vendredi pour L'aube sera grandiose[16]
- 2019 : Prix RTS Littérature Ados 2019 pour L'aube sera grandiose[20]
- 2023 : Pépite d'Or du Salon du livre et de la presse jeunesse[24]
- 2024 : Prix Sorcières catégorie Carrément Passionnant maxi pour Nous traversons des orages[35]
- 2024 : Nommée chevalier de l'ordre national du Mérite[28]
- 2024 : Prix « Le Point » du Livre jeunesse pour Nous traverserons des orages, meilleur roman pour ados[36]